# 五里牌街道 (耒阳市)
五里牌街道，是中华人民共和国湖南省衡陽市耒阳市下辖的一个乡镇级行政单位。

## 行政区划
五里牌街道下辖以下地区：
栖凤园社区、金杯社区、五里牌社区、金星社区、锡里社区、梅新社区、上岭村和火田村。